# Jimbar
Jimbar is een bestuurslaag in het regentschap Wonogiri van de provincie Midden-Java, Indonesië. Jimbar telt 2526 inwoners (volkstelling 2010).